# Natsumi Yanase
Natsumi Yanase (やなせ なつみ, Yanase Natsumi) est une seiyū japonaise née à Tokyo au Japon le 10 mai 1971. Elle est également connue sous le nom de Izumi Maki (まきいづみ, Maki Izumi) pour les voix des jeux pour adultes. Son ancien nom de scène était Hiromi Yanase (柳瀬 洋美, Yanase Hiromi).

## Rôles

### Anime
- Da Capo II (Akane Hanasaki)
- Debutante Detective Corps (en) (Yōko Ryūzaki)
- Ef: A Fairy Tale of the Two (Chihiro Shindō)
- Monsieur est servi (Yuki Morino)
- Lamune (en) (Tae Isawa)
- Little Busters! (Komari Kamikita)
- Maji de Watashi ni Koi Shinasai! (en) (Tatsuko Itagaki)
- Soul Link (Nanami Inatsuki)
- _Summer (en) (Konami Hatano)

### Jeux
- RapeLay (Manaka Kiryū)
- Atelier Iris 2: The Azoth of Destiny (Fee)
- Atelier Iris 3: Grand Phantasm (Nell Ellis)
- Little Busters! (Komari Kamikita)
- Riviera: The Promised Land (Fia)
- Valkyrie Profile (Nanami, Lemia)
- Tintin : Objectif Aventure (Tintin)

### Drama
- Kyuukyoku Parodius (Tako A)